# Unión de Reyes
Unión de Reyes è un comune di Cuba, situato nella provincia di Matanzas.